# Mistrzostwa Europy w Wioślarstwie 1956
46. Mistrzostwa Europy w Wioślarstwie odbyły się w dniach 30 sierpnia–1 września 1956 r. w jugosłowiańskim Bledzie. Mężczyźni rywalizowali w 7, a kobiety w 5 konkurencjach wioślarskich na pobliskim jeziorze Bled. 

## Medaliści

### Mężczyźni
| Konkurencja                 | Złoto | Czas   | Srebro | Czas   | Brąz | Czas   | Źródło |
| --------------------------- | --- | ------ | --- | ------ | --- | ------ | ------ |
| M1x (jedynka)               | Wiaczesław Iwanow | 7:24.5 | Klaus von Fersen | 7:28.7 | Teodor Kocerka | 7:30.6 | [ 2 ]  |
| M2x (dwójka podwójna)       | ZSRR Aleksandr Bierkutow · Jurij Tiukałow | 7:05.0 | RFN Thomas Schneider · Kurt Hipper | 7:08.4 | Czechosłowacja Albert Krajmer · František Reich | 7:13.5 | [ 3 ]  |
| M2- (dwójka bez sternika)   | ZSRR Igor Bułdakow · Wiktor Iwanow | 7:10.5 | Austria Alfred Sageder · Josef Kloimstein | 7:12.4 | Belgia Michel Knuysen · Bob Baetens | 7:14.5 | [ 4 ]  |
| M2+ (dwójka ze sternikiem)  | RFN Karl-Heinrich von Groddeck · Horst Arndt · Rainer Borkowsky (sternik)                                                                                      | 7:45.1 | Szwajcaria Gottfried Kottmann · Rolf Streuli · Peter Rüede (sternik) | 7:49.4 | Austria Alfred Sageder · Josef Kloimstein · Franz König (sternik)                                                                                       | 7:49.9 | [ 5 ]  |
| M4- (czwórka bez sternika)  | Włochy Giuseppe Moioli · Attilio Cantoni · Giovanni Zucchi · Abbondio Mercelli                                                                                 | 6:42.9 | Węgry Géza Ütő · Csaba Kovács · Rezső Riheczky · Zoltán Kávay | 6:45.0 | RFN Willi Montag · Horst Stobbe · Gunther Kaschlun · Manfred Fitze                                                                                      | 6:50.5 | [ 6 ]  |
| M4+ (czwórka ze sternikiem) | Finlandia Reino Poutanen · Kauko Hänninen · Veli Lehtelä · Toimi Pitkänen · Matti Niemi (sternik)                                                              | 6:49.2 | ZSRR Jurij Popow · Andriej Archipow · Walentin Zanin · Jarosław Czerstwyj · Anatolij Fietisow (sternik)                                                                 | 6:50.3 | Włochy Franco Trincavelli · Angelo Vanzin · Romano Sgheiz · Alberto Winkler · Ivo Stefanoni (sternik)                                                   | 6:50.9 | [ 7 ]  |
| M8+ (ósemka)                | Czechosłowacja Josef Věntus · Eduard Antoch · Ctibor Reiskup · Jan Švéda · Josef Švec · Zdeněk Žára · Jan Jindra · Stanislav Lusk · Miroslav Koranda (sternik) | 6:17.5 | Francja René Massiasse · Maurice Houdayer · Jean-Jacques Vignon · Édouard Leguery · Maurice Bas · Richard Duc · Émile Clerc · Santé Marcuzzi · Jacques Vilcoq (sternik) | 6:19.1 | Węgry Ferenc Demeter · Gábor Dobay · Tibor Bedekovits · Imre Kaffka · László Kerényi · Imre Kemény · Pál Bakos · Sándor Emődi · Gyula Lengyel (sternik) | 6:20.8 | [ 8 ]  |

### Kobiety
| Konkurencja                           | Złoto | Czas   | Srebro | Czas   | Brąz | Czas   | Źródło        |
| ------------------------------------- | --- | ------ | --- | ------ | --- | ------ | ------------- |
| W1x (jedynka)                         | Ingrid Scholz | 4:00.6 | Eva Sika | 4:05.9 | Kornélia Pap | 4:06.4 | [ 9 ]         |
| W2x (dwójka podwójna)                 | Czechosłowacja Světla Bartáková · Hana Musilová | 3:47.5 | ZSRR Nina Opalenko · Jekatierina Ziemlanska | 3:50.5 | NRD Herta Manger · Gisela Pünner | 3:51.5 | [ 10 ] [ 11 ] |
| W4x+ (czwórka podwójna ze sternikiem) | ZSRR Jewgienija Czudiecka · Lidija Zontowa · Galina Kopyłowa · Lubow Trosienkowa · Wiktorija Dobrodiejewa (sternik)                                                                       | 3:32.8 | Węgry Istvánné Granek · Ida Orodán · Józsefné Raskó · Jánosné Kőszegi · Ilona Skotniczky (sternik)                                                                     | 3:33.2 | Rumunia Florica Bruteanu · Viorica Udrescu · Stela Stanciu · Maria Laub · Ștefania Borisov (sternik)                                                                        | 3:36.3 | [ 12 ]        |
| W4+ (czwórka ze sternikiem)           | ZSRR Olimpiada Michajłowa · Galina Putyrska · Ludmiła Błażko · Natalja Morozowa · Wiera Sawrimowicz (sternik)                                                                             | 3:39.8 | Polska Maria Dopierała · Anna Gołębiewska · Sabina Matuszewska-Zdziennicka · Maria Kowalska · Danuta Migocka (sternik)                                                 | 3:41.0 | Rumunia Felicia Urziceanu · Elza Oxenfeld · Stela Georgescu · Lucia Dumitrescu · Angela Codreanu (sternik)                                                                  | 3:41.7 | [ 13 ]        |
| W8+ (ósemka)                          | ZSRR Ludmiła Matwiejewa · Wiera Taranda · Aleksandra Afonykina · Wiera Michajłowa · Nina Korobkowa · Zinaida Korotowa · Zinaida Trofimowa · Tamara Stolarowa · Marija Fomiczewa (sternik) | 3:19.4 | Rumunia Felicia Urziceanu · Márta Kardos · Iulia Togănel · Rita Schob · Sonia Bulugioiu · Elza Oxenfeld · Etelka Laub · Maria Bucur-Maimon · Angela Codreanu (sternik) | 3:23.0 | NRD Ingrid Matthes · Marianne Horrmann-Köhler · Gerda Weith · Marianne Falk · Ingeborg Könnecke · Hella Schulz · Anita Blankenfeld · Helga Richter · Ursula Gesch (sternik) | 3:25.6 | [ 14 ] [ 11 ] |

## Klasyfikacja medalowa
| Miejsce | Reprezentacja  | Złoto | Srebro | Brąz | Razem |
| ------- | -------------- | ----- | ------ | ---- | ----- |
| 1.      | ZSRR           | 6     | 2      | 0    | 8     |
| 2.      | RFN            | 2     | 2      | 1    | 5     |
| 3.      | Czechosłowacja | 2     | 0      | 1    | 3     |
| 4.      | Włochy         | 1     | 0      | 1    | 2     |
| 5.      | Finlandia      | 1     | 0      | 0    | 1     |
| 6.      | Węgry          | 0     | 2      | 2    | 4     |
| 7.      | Austria        | 0     | 2      | 1    | 3     |
| 8.      | Rumunia        | 0     | 1      | 2    | 3     |
| 9.      | Polska         | 0     | 1      | 1    | 2     |
| 10.     | Francja        | 0     | 1      | 0    | 1     |
| 10.     | Szwajcaria     | 0     | 1      | 0    | 1     |
| 12.     | NRD            | 0     | 0      | 2    | 2     |
| 13.     | Belgia         | 0     | 0      | 1    | 1     |
| Razem   | Razem          | 12    | 12     | 12   | 36    |